# Idiocelyphus bifasciatus
Idiocelyphus bifasciatus är en tvåvingeart som beskrevs av Joaquin A. Tenorio 1969. Idiocelyphus bifasciatus ingår i släktet Idiocelyphus och familjen Celyphidae. Inga underarter finns listade i Catalogue of Life.